# 長崎市立小ヶ倉中学校
長崎市立小ヶ倉中学校（ながさきしりつ こがくらちゅうがっこう、Nagasaki City Kogakura Junior High School）は、長崎県長崎市ダイヤランド四丁目にある公立中学校。

## 概要
歴史
小ヶ倉地区の新団地（現・ダイヤランド）の急激な人口の増加に対応するため、1990年（平成2年）に新設された。2010年（平成22年）に創立20周年を迎えた。
校訓
「自主・勤労・敬愛」
学校教育目標
「心豊かで 自ら考え 行動できる 生徒の育成」
校章
「中」の文字。
校歌
作詞は浦隆夫、作曲は平野康徳による。歌詞は3番まであり、各番に校名の「小ヶ倉中学校」が登場する。
校区
長崎市立小ヶ倉小学校、長崎市立南長崎小学校区。

## 沿革
- 1990年（平成2年）
  - 4月1日 - 長崎市小ヶ倉町三丁目（現在地）に「長崎市立小ヶ倉中学校」（現校名）が開校。
  - 4月6日 - 開校式・始業式を挙行。長崎市立戸町中学校から一部生徒が移籍。
  - 4月8日 - 入学式を挙行。
  - 4月12日 - 課外クラブ振興会が発足。
  - 4月13日 - グラウンドが完成。
  - 11月10日 - 校旗･校歌を制定。
- 1991年（平成3年）
  - 6月1日 - 育友会（PTA）を設立。
  - 2月4日 - 学校所在地の表記が長崎市小ヶ倉町三丁目400番地160から「長崎市ダイヤランド四丁目40番1号」に変更。
- 2004年（平成16年）11月 - 学校給食を開始。

## 部活動
運動部
- バスケットボール部
- バレーボール部
- ハンドボール部
- ソフトテニス部
- 卓球部
- 陸上競技部
- 水泳部

文化部
- 吹奏楽部
- 茶道部
- 美術同好会

## アクセス
最寄りのバス停
- 長崎自動車（長崎バス）「くすの木通り」バス停

最寄りの道路
- 国道499号
- 長崎県道237号小ヶ倉田上線「小ヶ倉」交差点

## 周辺
- ダイヤランド保育園
- ダイヤランド青い鳥幼稚園
- 長崎市立南長崎小学校
- 活水女子大学新戸町キャンパス
- 長崎ダイヤランド郵便局

## 著名な出身者
- 藤原紘通（プロ野球選手・投手、東北楽天ゴールデンイーグルス）
- 政風基嗣（大相撲力士、尾車部屋）

## 関連事項
- 長崎県中学校一覧